# Watching the River Run
«Watching the River Run» es una canción del dúo estadounidense Loggins & Messina. Fue publicada el 1 de febrero de 1974 como el segundo y último sencillo de su tercer álbum de estudio, Full Sail (1973).

## Composición y arreglos
La canción fue compuesta en un compás de 3
4 con un tempo de 58 pulsaciones por minuto y está escrita en la tonalidad de sol mayor. Las voces van desde D4 a G5. Musicalmente, «Watching the River Run» ha sido descrita como una canción de country pop.

## Recepción de la crítica
Un escritor no especificado de la revista Cash Box comentó: “Tan bonito y tan suave como «Danny's Song» o «Love Song», este debería despegar en la misma dirección de éxito, estableciéndose eventualmente en el Top 10. Fuertes interpretaciones de la voz principal y armonías ajustadas con un acompañamiento acústico sensible hacen de este tema un candidato para un gran éxito”. Un escritor no especificado de la revista Record World elogió el “tema relajante que destaca sus agradables voces; producido con buen gusto por Messina”.  Un escritor no especificado de la revista Billboard escribió: “Guitarras acústicas y un encantador trabajo vocal armónico se fusionan en una experiencia tentadora”.

## Posicionamiento
| Gráfica (1974)                              | Pico de posición |
| ------------------------------------------- | ---------------- |
| Canadá (RPM Top Singles)                    | 51               |
| Estados Unidos (Billboard Hot 100)          | 71               |
| Estados Unidos (Billboard Easy Listening)   | 36               |
| Estados Unidos (Cash Box Top 100 Singles)   | 41               |
| Estados Unidos (Record World Singles Chart) | 82               |